# 후루타 히로유키
후루타 히로유키(일본어: 古田 寛幸, 1991년 5월 23일 ~ )는 일본의 전 축구 선수이다.

## 구단 경력
그는 2009년부터 2019년까지 J리그의 콘사돌레 삿포로, 카마타마레 사누키, 츠바이겐 가나자와, 블라우블리츠 아키타에서 활동하였다.